# ポール・ニューマン
ポール・レナード・ニューマン（Paul Leonard Newman、1925年1月26日 - 2008年9月26日）は、アメリカ合衆国オハイオ州出身の俳優である。
3度のアカデミー賞受賞を初めとして数多くの受賞歴を持つ。また食品製造会社「ニューマンズ・オウン」の設立者であり、1982年の設立以降挙げた純利益2億2千万ドルを全額寄付。その他政治運動家としても多くの功績を残した。1950年代以降半世紀以上にわたり第一線で活躍した俳優である。リベラル派で支持政党は民主党だった。

## 来歴・人物

### 生い立ち
オハイオ州クリーブランドハイツで、スポーツ用品店を経営するハンガリー系ユダヤ人の父・アーサーとスロバキア系でカトリックの母・テレサとの間に生まれた。そしてシェイカーハイツで育った。幼い頃は虚弱で学校でいじめを受けていた。7歳の時、演劇好きの母の勧めで児童演劇団に入団。『ロビン・フッド』の道化師役で舞台に立つも、その時は演劇に関心を示さなかった。12歳の時、クリーブランドの児童演劇部に入部。高校卒業後は定職に就かず百科事典の訪問販売などで生計を立てていた。その後、家業を継ぐためにアセンズのオハイオ大学経済学部で学ぶが第二次世界大戦が勃発し海軍に入隊。航空機操縦士を志願するが色盲により叶わず、爆撃機や雷撃機の後部銃座手（兼無線手）の訓練を受ける。1944年、航空機無線手としてハワイのバーバーズポイントに割り当てられ、その後雷撃隊に配置される。TBF/TBM アベンジャーの後部銃座手となり1945年春、空母・バンカーヒルに配属されるが、乗機のパイロットが耳痛を患い沖縄戦には不参加。

### 演技の道へ
終戦後にオハイオ大学を経て進学したケニオン大学ではフットボールに打ち込むも、チーム内の喧嘩が原因で除名処分を受けたため子供の頃に学んだ演劇の道を志す。卒業後、地方の劇団を渡り歩き演劇の修行に励む傍ら1949年に結婚。翌年に父親が他界すると一旦家業を継いだが、演劇講師になるための学費を工面するために父の代から続いた店を売却。進学先であるイェール大学大学院で披露した演技がプロデューサーの目に留まり、ニューヨークに招かれた。テレビドラマや舞台における演技が認められ、1952年にジェームズ・ディーンやマーロン・ブランドと共にアクターズ・スタジオに入学。
初の大役となったブロードウェイの舞台『ピクニック』での演技が映画関係者から高い評価を受け、ワーナー・ブラザースと5年間の専属契約を交わす。アクターズ・スタジオに同期で入学したディーンが主役を演じた『エデンの東』では当初主人公の兄を演じる予定でスクリーン・テストまで行ったものの、監督のエリア・カザンがニューマンの出演を却下。1954年に『銀の盃』でスクリーンデビューを果たすものの、作品自体が映画評論家から失敗作の烙印を押されるという不本意なデビューとなった。ディーンとブランドがそれぞれ『エデンの東』『波止場』で世界的トップスターへと上り詰める一方でニューマンは満足のいく作品に出演できないうえ、スタジオや批評家から「第2のマーロン・ブランド」と称されることに失望し映画を離れ活動の拠点を舞台とテレビドラマへ移し、『ザ・フィラデルフィアンズ』でスターへの足掛かりをつかんだ。
舞台とテレビドラマにおける演技が称賛され、ディーンの急逝により主演のポストが空白となっていた映画『傷だらけの栄光』に監督のロバート・ワイズの依頼を受け出演。実在のプロボクサー、ロッキー・グラジアノの話し方や癖を模倣するなど徹底した役作りを敢行した末に臨んだ同作は高く評価され、一躍注目を浴びる存在となった。1956年に最初の妻と離婚。1958年、先述の舞台『ピクニック』で知り合った女優、ジョアン・ウッドワードと映画『長く熱い夜』での再共演を機に再婚。3人の娘をもうける鴛鴦夫婦となる。さらに同年の映画『熱いトタン屋根の猫』で初めてアカデミー主演男優賞にノミネートされるなど、公私共に充実した時期を迎えた。

### 映画スターから監督業進出

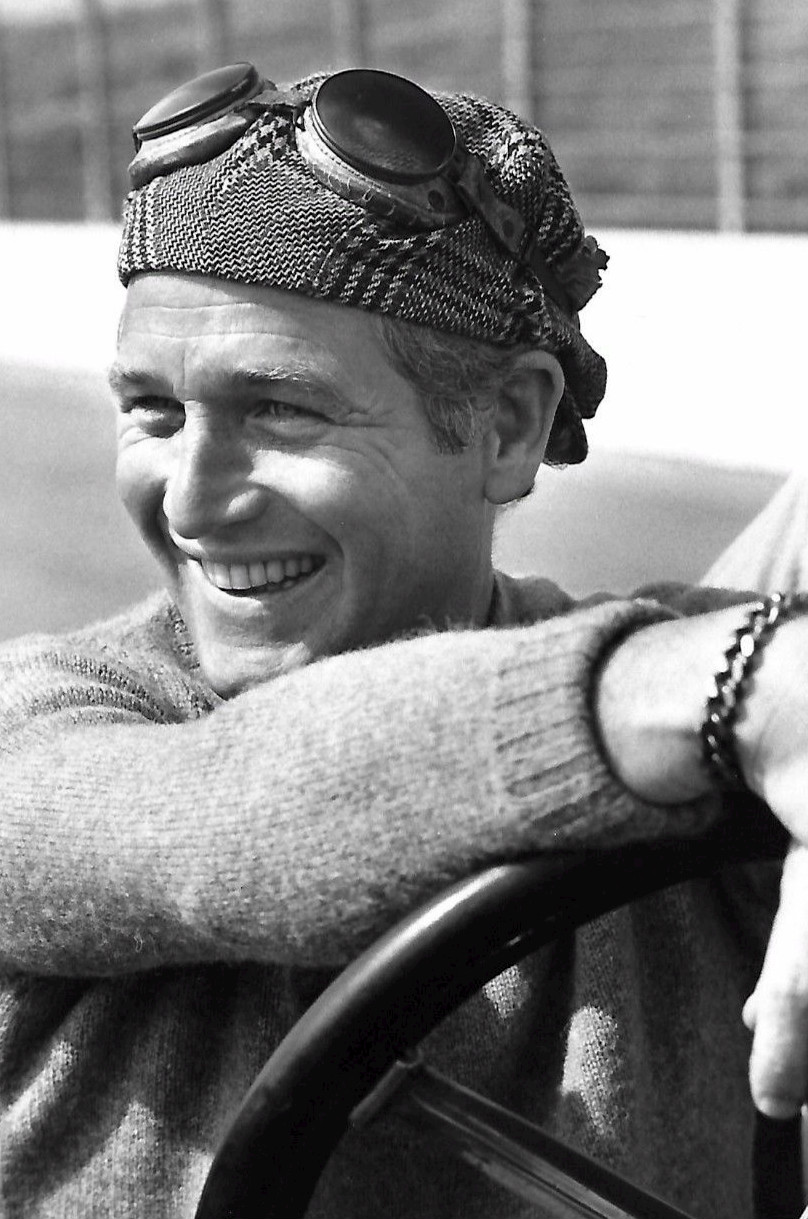
1971年

1961年の『ハスラー』で英国アカデミー賞の男優賞を受賞すると1963年の『ハッド』での受賞を機に1965年と1967年の3度、ゴールデングローブ賞の「世界で最も好かれた男優」に選出された。この時期の代表作には『動く標的』『暴力脱獄』などがある。
さらに、妻のジョアン・ウッドワードを主演に起用した初監督作品『レーチェル レーチェル』では同年度のアカデミー賞で作品賞を初めとした4部門にノミネートされたほか、ゴールデングローブ賞とニューヨーク映画批評家協会賞では監督賞受賞に加えて妻に女優賞をもたらした。
1969年にロバート・レッドフォードと共演したアメリカン・ニューシネマの『明日に向って撃て!』は生涯最高のヒットを記録。マネー・メイキングスターの1位に選出され、世界的トップスターとしての地位を不動のものにした。さらに製作者としての飛躍を求めてシドニー・ポワチエ、バーブラ・ストライサンドと共に映画製作会社「ファースト・アーティスツ」を設立した。
1973年の監督作品『まだらキンセンカにあらわれるガンマ線の影響』では、再び妻のジョアン・ウッドワードを主演として、妻がカンヌ国際映画祭女優賞を受賞。同作には、ジョアンとの娘であるネル・ポッツが、娘役で出演している。
「ファースト・アーティスツ」設立後初めて製作を担当した映画『レーサー』でのレーシング・スクールへの参加を機にカーレースに熱中するようになり、44歳にしてレーサーとしてプロデビューを果たした。俳優業でも成功は続き、レッドフォードとの競演した1973年の『スティング』は、同年度のアカデミー作品賞を受賞。翌1974年の『タワーリング・インフェルノ』での報酬は100万ドルに達し、前妻との息子スコット・ニューマンとの共演も実現した。

### 政治活動
1960年代初頭から始まったベトナムにおけるアメリカ軍の派兵は、リンドン・ジョンソンのもとで50万人に拡大された。戦火の拡大を見たニューマンは、1960年代から1970年代にかけて積極的な反戦運動ならびに公民権運動を展開。活発な運動と反権力的発言は、反共の闘士を言われたリチャード・ニクソン大統領を敵に回し、1973年にホワイトハウスが公表したニクソンの敵リストにその氏名が記載された。

### 作品の不振と愛息の死
その一方で俳優業はスランプが続き『タワーリング・インフェルノ』のアーウィン・アレンと再びタッグを組んだパニック映画『世界崩壊の序曲』は興行的に大失敗したうえ批評家からは「史上最低のパニック映画」と酷評され、ポール自身も同作への出演を後悔する旨の発言をする始末であった。さらに1978年には、息子スコットが酒とドラッグに溺れ命を落とした。愛息の死を嘆いたポールは、麻薬撲滅運動の展開を決意。基金を設立し、ドラッグの弊害を描いた映画やテレビ番組に対する資金提供を行った。

### ニューマンズ・オウン設立とアカデミー賞受賞

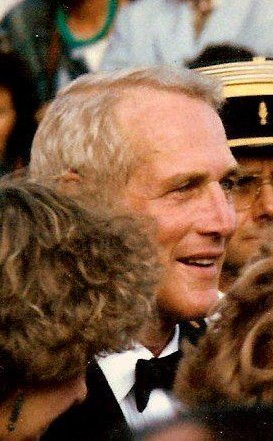
1987年カンヌ映画祭にて

1970年代後半は不振続きであった俳優業も、1980年代に入ると1981年の『スクープ 悪意の不在』から『アパッチ砦・ブロンクス』『評決』と立て続けに出演した社会派作品でリアリティのある演技を披露した。また自家製のサラダを自慢していた冗談半分で1982年に食品会社「ニューマンズ・オウン」を設立した。極力食品添加物を排除したフレンチ・ドレッシングやランチドレッシングは好評を博し、スパゲッティー（あるいはパスタ）のソースやポップコーンの販売にも着手し事業拡大に成功。純利益を全額、貧困に喘ぐ子供たちに寄付している。
俳優としても1983年にゴールデングローブ賞の生涯功労賞に相当するセシル・B・デミル賞を受賞。さらに1985年、長年の功績を称えられアカデミー名誉賞を受賞。翌1986年には『ハスラー2』での演技が認められアカデミー主演男優賞を受賞。2年連続でオスカー像が授与された。

### 俳優・実業家としての成果、引退
還暦を超えても第一線での映画出演を続け、1994年の『ノーバディーズ・フール』でベルリン国際映画祭などで数多くの男優賞を受賞。2000年の『ゲット・ア・チャンス』も好評だった。2002年の『ロード・トゥ・パーディション』で9度目となるアカデミー賞ノミネート（初の助演男優賞部門）を果たすと、80歳を迎えた2005年にはテレビドラマ『追憶の街 エンパイア・フォールズ』でゴールデングローブ賞とエミー賞を受賞。2006年には、ピクサーのアニメーション映画『カーズ』でメインキャストのドック・ハドソン役で声の出演を担当。止め処無く活躍を続けるニューマンに対し一部映画関係者からロバート・レッドフォードとの最後の共演作品が企画されるなどしていたが2007年5月25日、出演したABCテレビの番組において加齢による演技力・記憶力の衰退から自分の納得する演技が不可能になったと語り、俳優としての活動を引退することを正式に発表した。
私生活での著名な活動の1つである「ニューマンズ・オウン」は四半世紀に及ぶ運営で挙げた2億2000万ドルの純利益を全額恵まれない子供たちに寄付。1993年にはその功績に対しアカデミー賞のジーン・ハーショルト友愛賞が贈られた。俳優としての活動に終止符を打った後は、これらの事業や家族とのコミュニケーションに専念する意向を示していた。

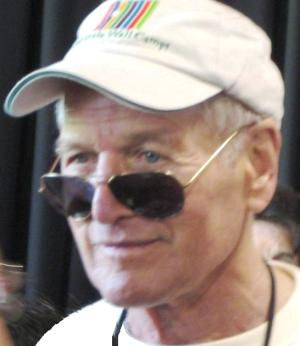
2007年

2007年6月、中西部オハイオ州ガンビアの母校ケニヨン大に対し、奨学基金の設立資金として1000万ドル（約10億円）の寄付を申し出た。今回の寄付について「母校への個人的愛情や恩義」と説明。奨学金は家庭の事情で学費が払えない非白人のマイノリティー（少数派）の学生らに支給されていくという。
「ニューマン・ハース・レーシング」を1982年よりカール・ハースと共同で設立・運営しており、インディカー・ワールドシリーズ（後のCARTワールドシリーズ）においては常に優勝候補に挙げられる強豪だった。

### がんとの闘病 - 死去
2008年5月、同年後半に予定していた舞台の監督を健康面を理由に降板すると発表して以降、健康状態について末期の肺がんで闘病生活を送っているとの報道が相次いでなされ、配給会社は「元気でやっている」とだけのコメントを発表をした。
その後、報道は鎮静化。一時がんの化学治療のためニューヨークの専門病院に入院していたが、経過は芳しくなく8月に退院し自宅治療に専念。
2008年9月26日（現地時間）、コネチカット州ウェストポートの私邸に於いて死去。83歳没。

## エピソード
- 政治的にはリベラルであり、ウォーターゲート事件で押収されたニクソンのメモの中に「敵」としてリストアップされていた[9]。2004年アメリカ合衆国大統領選挙ではジョン・ケリーを支持し、ブッシュ政権の富裕層減税に対して「私のような富豪から税金を取らないのは馬鹿げている」と批判した。
- 未来のエネルギーとして原子力を信望していた[19]。インディカーにおいて原子力エネルギーを推進するステッカーを自チームのマシンに貼っていた[19]。
- 50年の長きにわたり連れ添っているジョアンとのおしどり夫婦ぶりについてニューマンは「家でステーキを食べられるのに、わざわざ外でハンバーガーを食べる必要はないさ」と語っている。
- ロレックスのクロノグラフである「コスモグラフ・デイトナ」を愛用していたことがきっかけで、デイトナに「ポール・ニューマン・モデル」と俗称されるモデル[注釈 1]がある。また2017年10月、ニューマン本人が愛用したデイトナがオークションにかけられ、腕時計における史上最高額の1780万ドル(約20億3100万円)で落札された[20]。
- 1979年のル・マン24時間レースでディック・バブアー・レーシング（フランス語版）からポルシェ・935/77Aで出走し、総合2位という成果を残したが、レース中にパパラッチがしつこく付きまとってくることに嫌気が差し、それ以来二度とル・マンに姿を見せることはなかったという。
- バハ1000には1969年と2004年に参戦。2004年は80歳の誕生日を目前に控えての参戦であった。

## 主な出演作品
| 公開年 | 邦題 原題                                                                                        | 役名                               | 備考 | 吹き替え                                                                                           |
| ------ | ------------------------------------------------------------------------------------------------ | ---------------------------------- | --- | -------------------------------------------------------------------------------------------------- |
| 1954   | 銀の盃 The Silver Chalice                                                                        | バジル                             | | 川合伸旺（NETテレビ版）                                                                            |
| 1956   | 傷だらけの栄光 Somebody Up There Likes Me                                                        | ロッキー・グラジアノ               | | 川合伸旺（NETテレビ版1） 富山敬（NETテレビ版2）                                                    |
| 1957   | 追憶 The Helen Morgan Story                                                                      | ラリー                             | | 川合伸旺（NETテレビ版）                                                                            |
| 1958   | 長く熱い夜 The Long Hot Summer                                                                   | ベン・クイック                     | カンヌ国際映画祭 男優賞 受賞 | 川合伸旺（NETテレビ版）                                                                            |
| 1958   | 左きゝの拳銃 The Left Handed Gun                                                                 | ビリー・ザ・キッド                 | | 川合伸旺（NETテレビ版）                                                                            |
| 1958   | 熱いトタン屋根の猫 Cat on a Hot Tin Roof                                                         | ブリック                           | | 井川比佐志（東京12ch版）                                                                           |
| 1958   | ポール・ニューマンの 女房万歳! Rally 'Round the Flag, Boys!                                      | ハリー・バナーマン                 | | （吹き替え版なし）                                                                                 |
| 1959   | 都会のジャングル The Young Philadelphians                                                        | アンソニー                         | | 堀勝之祐                                                                                           |
| 1960   | 孤独な関係 From the Terrace                                                                      | デヴィッド・アルフレッド・イートン | | 川合伸旺（NETテレビ版）                                                                            |
| 1960   | 栄光への脱出 Exodus                                                                              | アリ・ベン・カナン                 | | 川合伸旺（NETテレビ版）                                                                            |
| 1961   | ハスラー The Hustler                                                                             | エディ・フェルソン                 | 英国アカデミー賞 主演男優賞 受賞 | 川合伸旺（NETテレビ版） 田口計（フジテレビ版）                                                     |
| 1961   | パリの旅愁 Paris Blues                                                                           | ラム・ボーウェン                   | | 広川太一郎（東京12ch版）                                                                           |
| 1962   | 渇いた太陽 Sweet Bird of Youth                                                                   | チャンス・ウェイン                 | | 江角英明                                                                                           |
| 1962   | 青年 Hemingway's Adventures of a Young Man                                                       | アド・フランシス                   | | 中田浩二（NETテレビ版）                                                                            |
| 1963   | ハッド Hud                                                                                       | ハッド・バノン                     | | 川合伸旺（フジテレビ版）                                                                           |
| 1963   | パリが恋するとき A New Kind of Love                                                              | スティーヴ・シャーマン             | | 羽佐間道夫（フジテレビ版）                                                                         |
| 1963   | 逆転 The Prize                                                                                   | アンドリュー・クレイグ             | | 川合伸旺（NETテレビ版）                                                                            |
| 1964   | 何という行き方! What a Way to Go!'                                                               | ラリー・フリント                   | | 川合伸旺（NETテレビ版）                                                                            |
| 1964   | 暴行 The Outrage                                                                                 | フアン・カラスコ                   | | 新田昌玄（東京12ch版）                                                                             |
| 1965   | レディL Lady L                                                                                   | アーマンド・デニス                 | | 川合伸旺（NETテレビ版） 津嘉山正種（TBS版）                                                        |
| 1966   | 動く標的 Harper                                                                                  | ルー・ハーパー                     | | 川合伸旺（NETテレビ版）                                                                            |
| 1966   | 引き裂かれたカーテン Torn Curtain                                                                | マイケル・アームストロング         | | 御木本伸介（TBS版） 川合伸旺（フジテレビ版） 東地宏樹（ソフト版）                                  |
| 1967   | 太陽の中の対決 Hombre                                                                            | ジョン・ラッセル                   | | 新田昌玄（東京12ch版）                                                                             |
| 1967   | 暴力脱獄 Cool Hand Luke                                                                          | ルーク・ジャクソン                 | | 川合伸旺（NETテレビ版）                                                                            |
| 1968   | 脱走大作戦 The Secret War of Harry Frigg                                                         | ハリー・フリッグ                   | | 愛川欽也（TBS版） 川合伸旺（？版）                                                                 |
| 1968   | レーチェル レーチェル Rachel, Rachel                                                             | N/A                                | 監督のみ ゴールデングローブ賞 監督賞 受賞 | N/A                                                                                                |
| 1969   | レーサー Winning                                                                                 | フランク・キャプア                 | | 川合伸旺（フジテレビ版）                                                                           |
| 1969   | 明日に向って撃て! Butch Cassidy and the Sundance Kid                                             | ブッチ・キャシディ                 | | 羽佐間道夫（LD版） 近藤洋介（フジテレビ版） 石川禅（オンデマンド版） 川合伸旺（機内上映版）        |
| 1970   | WUSA                                                                                             | ラインハルト                       | 兼製作 | |
| 1971   | オレゴン大森林/わが緑の大地 Sometimes a Great Notion                                             | ハンク                             | 兼監督 | 田口計（東京12ch版）                                                                               |
| 1972   | ポケットマネー Pocket Money                                                                      | ジム・ケーン                       | | |
| 1972   | ロイ・ビーン The Life and Times of Judge Roy Bean                                                | ロイ・ビーン                       | | 羽佐間道夫（フジテレビ版）                                                                         |
| 1972   | まだらキンセンカにあらわれるガンマ線の影響 The Effect of Gamma Rays on Man-in-the-Moon Marigolds | N/A                                | 監督のみ | N/A                                                                                                |
| 1973   | マッキントッシュの男 The MacKintosh Man                                                          | ジョセフ・リアデン                 | | 川合伸旺（テレビ朝日版）                                                                           |
| 1973   | スティング The Sting                                                                             | ヘンリー・ゴンドルフ               | | 川合伸旺（日本テレビ版） 津嘉山正種（テレビ朝日版） 小川真司（ソフト版）                           |
| 1974   | タワーリング・インフェルノ The Towering Inferno                                                  | ダグ・ロバーツ                     | | 川合伸旺（フジテレビ版） 井上孝雄（日本テレビ版） 堀勝之祐（TBS版） てらそままさき（BSジャパン版） |
| 1975   | 新・動く標的 The Drowning Pool                                                                   | ルー・ハーパー                     | | 川合伸旺（TBS版） 森川公也（テレビ朝日版）                                                         |
| 1976   | メル・ブルックスのサイレント・ムービー Silent Movie                                              | 本人役                             | | （吹き替え版なし）                                                                                 |
| 1976   | ビッグ・アメリカン Buffalo Bill and the Indians                                                  | バッファロー・ビル                 | | 小林勝彦（テレビ朝日版）                                                                           |
| 1977   | スラップ・ショット Slap Shot                                                                     | レジー・ダンロップ                 | | 羽佐間道夫（フジテレビ版） 菅生隆之（ソフト版）                                                    |
| 1979   | クィンテット Quintet                                                                             | エセックス                         | | 金内吉男                                                                                           |
| 1980   | 世界崩壊の序曲 The Day World Ended                                                               | ハンク・アンダーソン               | | 川合伸旺（テレビ朝日版）                                                                           |
| 1980   | ポール・ニューマン/遠い追憶の日々 The Shadow Box                                                 | N/A                                | テレビ映画 監督のみ | N/A                                                                                                |
| 1981   | アパッチ砦・ブロンクス Fort Apache, The Bronx                                                    | マーフィー                         | | 川合伸旺（TBS版）                                                                                  |
| 1981   | スクープ 悪意の不在 Absence of Malice                                                            | マイケル・コリン・ギャラガー       | | 森川公也                                                                                           |
| 1982   | 評決 The Verdict                                                                                 | フランク・ギャルビン               | | 羽佐間道夫（TBS版）                                                                                |
| 1984   | ポール・ニューマンの ハリー&サン Harry & Son                                                     | ハリー                             | 兼監督・脚本・製作 | 千田光男                                                                                           |
| 1986   | ハスラー2 The Color of Money                                                                     | エディ・フェルソン                 | アカデミー主演男優賞 受賞 | 川合伸旺（フジテレビ版） 羽佐間道夫（機内上映版）                                                  |
| 1987   | ガラスの動物園 The Glass Menagerie                                                               | N/A                                | 監督のみ | N/A                                                                                                |
| 1989   | シャドー・メーカーズ Fat Man and Little Boy                                                      | レズリー・グローヴス               | ビデオスルー | |
| 1989   | ブレイズ Blaze                                                                                   | アール・ロング                     | | 納谷悟朗（TBS版）                                                                                  |
| 1990   | ミスター&ミセス・ブリッジ Mr. & Mrs. Bridge                                                      | ウォルター・ブリッジ               | | 羽佐間道夫（VHS版）                                                                                |
| 1994   | 未来は今 The Hudsucker Proxy                                                                     | シドニー・J・マスバーガー          | | 樋浦勉（パイオニアDVD版） 小林勝彦（ユニバーサルDVD版）                                            |
| 1994   | ノーバディーズ・フール Nobody's Fool                                                             | ドナルド・J・サリヴァン            | ベルリン国際映画祭 男優賞 受賞 全米映画批評家協会賞 主演男優賞 受賞                                                                               | 川合伸旺（VHS・旧DVD版） 仲村秀生（JAL機内上映版）                                                 |
| 1998   | トワイライト 葬られた過去 Twilight                                                               | ハリー・ロス                       | ビデオスルー | 小林勝彦                                                                                           |
| 1999   | メッセージ・イン・ア・ボトル Message in a bottle                                                 | ドッジ・ブレイク                   | | 坂口芳貞                                                                                           |
| 2000   | ゲット・ア・チャンス! Where the Money Is                                                         | ヘンリー・マニング                 | | 羽佐間道夫（VHS版）                                                                                |
| 2002   | ロード・トゥ・パーディション Road to Perdition                                                   | ジョン・ルーニー                   | | 小林勝彦                                                                                           |
| 2005   | 追憶の街 エンパイア・フォールズ Empire Falls                                                     | マックス・ロディ                   | テレビ映画 兼製作総指揮 エミー賞助演男優賞（ミニシリーズ/テレビ映画部門） 受賞 ゴールデングローブ賞助演男優賞（ミニシリーズ/テレビ映画部門） 受賞 | |
| 2005   | ウォーキング・オン・ザ・ムーン 3D Magnificent Desolation: Walking on the Moon 3D                 | デイヴィッド・スコット             | 声の出演 | |
| 2006   | カーズ Cars                                                                                      | ドック・ハドソン                   | 声の出演 | 浦山迅                                                                                             |
| 2008   | ミーアキャット The Meerkats                                                                      | ナレーション                       | | |
| 2017   | カーズ/クロスロード Cars 3                                                                       | ドック・ハドソン                   | 声の出演 (アーカイブオーディオ) | 浦山迅                                                                                             |

## 受賞歴

### アカデミー賞
受賞
1986年 アカデミー名誉賞
1987年 アカデミー主演男優賞:『ハスラー2』
1994年 ジーン・ハーショルト友愛賞
ノミネート
1959年 アカデミー主演男優賞:『熱いトタン屋根の猫』
1962年 アカデミー主演男優賞:『ハスラー』
1964年 アカデミー主演男優賞:『ハッド』
1968年 アカデミー主演男優賞:『暴力脱獄』
1969年 アカデミー作品賞:『レーチェル レーチェル』
1982年 アカデミー主演男優賞:『スクープ 悪意の不在』
1983年 アカデミー主演男優賞:『評決』
1995年 アカデミー主演男優賞:『ノーバディーズ・フール』
2003年 アカデミー助演男優賞:『ロード・トゥ・パーディション』

### 英国アカデミー賞
受賞
1962年 最優秀外国男優賞:『ハスラー』
ノミネート
1959年 最優秀外国男優賞:『熱いトタン屋根の猫』
1964年 最優秀外国男優賞:『ハッド』
1971年 主演男優賞:『明日に向って撃て!』
2003年 助演男優賞:『ロード・トゥ・パーディション』

### ゴールデングローブ賞
受賞
1957年 有望若手男優賞
1964年 ヘンリエッタ賞
1966年 ヘンリエッタ賞
1969年 監督賞:『レーチェル レーチェル』
1984年 セシル・B・デミル賞
2006年 助演男優賞 (ミニシリーズ・テレビ映画部門):『追憶の街 エンパイア・フォールズ』
ノミネート
1962年 主演男優賞 (ドラマ部門):『ハスラー』
1963年 主演男優賞 (ドラマ部門):『渇いた太陽』
1963年 助演男優賞:『青年』
1964年 主演男優賞 (ドラマ部門):『ハッド』
1968年 主演男優賞 (ドラマ部門):『暴力脱獄』
1983年 主演男優賞 (ドラマ部門):『評決』
1987年 主演男優賞 (ドラマ部門):『ハスラー2』
1995年 主演男優賞 (ドラマ部門):『ノーバディーズ・フール』
2003年 助演男優賞:『ロード・トゥ・パーディション』

### ニューヨーク映画批評家協会賞
受賞
1969年 監督賞:『レーチェル レーチェル』
1995年 主演男優賞:『ノーバディーズ・フール』
ノミネート
1962年 主演男優賞:『ハスラー』
1964年 主演男優賞:『ハッド』
1987年 主演男優賞:『ハスラー2』

### カンヌ国際映画祭
受賞
1958年 男優賞:『長くて熱い夜』
ノミネート
1973年 パルム・ドール:『まだらキンセンカにあらわれるガンマ線の影響』
1987年 パルム・ドール:『ガラスの動物園』

## レース戦績

### ル・マン24時間レース
| 年     | チーム                       | コ・ドライバー                          | 使用車両      | クラス    | 周回 | 総合順位 | クラス順位 |
| ------ | ---------------------------- | --------------------------------------- | ------------- | --------- | ---- | -------- | ---------- |
| 1979年 | ディック バーバー レーシング | ロルフ・シュトメレン ディック・バーバー | ポルシェ・935 | IMSA +2.5 | 299  | 2位      | 1位        |

## 日本語吹き替え
主に担当したのは、以下の二人である。
川合伸旺
ニューマンの吹き替えを「ムードが似ている」という理由で起用されて以降、ほぼ専属（フィックス）で担当していた。
ニューマンについて川合は、チャーミングな表情と知的センス、甘さ、型破りなものなど、ニューマンの持つものを大切にしながら演じたという。また「ぼくは悪役のイメージが強いから、アテていても今にイメージダウンになるのじゃないか」と心配しており、「時々、ぼくの顔を忘れて（声を）聞いてほしいです」というコメントを残している。ニューマン出演作で好きな作品には『ハスラー』を挙げている。
羽佐間道夫
『パリが恋するとき』（フジテレビ版）で初担当。その後、80年代以降に製作された音源で数多く担当。川合に次いで多く吹き替えた。
このほかにも、小林勝彦、堀勝之祐、田口計、新田昌玄、森川公也、津嘉山正種なども複数回、声を当てている。

## 日本語文献
- 『ポール・ニューマン語る──ありふれた男の驚くべき人生』品川亮・岩田佳代子訳、早川書房 2023年11月。ISBN 9784152102836
- SCREEN特別編集『少年の心を持った反逆児ポール・ニューマン』 近代映画社 2006年
- ジョー・モレラ/エドワード・Z・エプスタイン『ポールとジョアン―ポール・ニューマン夫妻の仕事と生活』 相原真理子訳、早川書房 1990年
- エレナ・ウーマノ、川口敦子訳『ポール・ニューマン』 近代映画社 1989年
- 三谷宏次/梶原和男責任編集『ポール・ニューマン 孤独な彷徨とロマン』 シネアルバム20 芳賀書店 1988年